# Gemma (biologie)

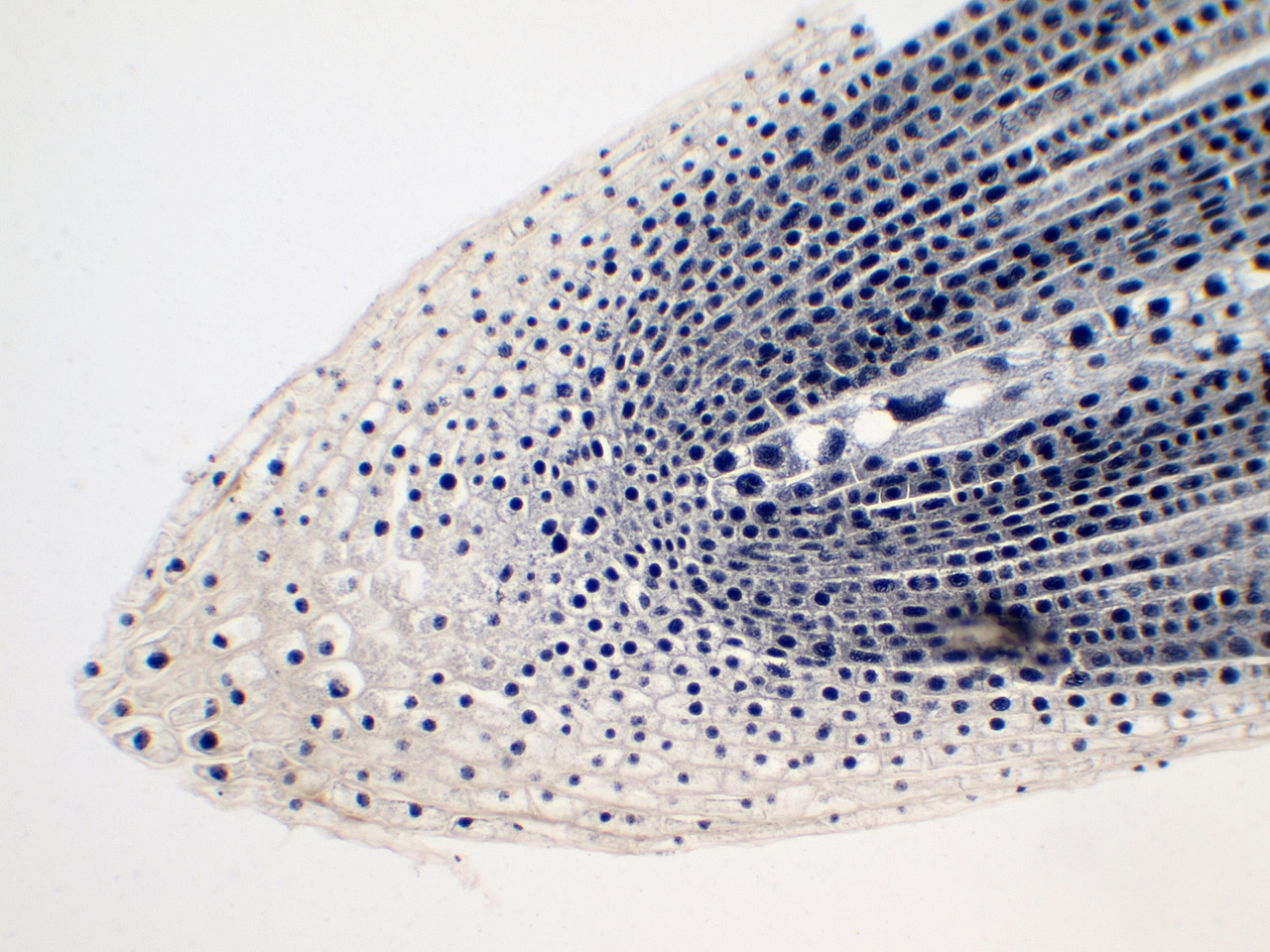
worteltop van ui

Gemma is de latijnse naam voor het uiterste groeipunt van een plant. Deze zit zowel aan de top van stengels als van wortels. Het uit deelvaardige cellen bestaande primaire topmeristeem bevindt zich uitsluitend helemaal aan de top van stengels. In het topmeristeem vindt groei plaats door celvermeerdering (celdeling) begeleid door plasmagroei. Iets onder de top, dus in een iets ouder deel, liggen ook cellen die niet meer deelvaardig zijn; dit is het celstrekkingsgebied; hier groeien de cellen enorm in de lengte uit door wateropname en toename van de grootte van de vacuolen. De cellen groeien maar weinig in de breedte; diktegroei vindt plaats door celdelingen.
Bij planten met een (min of meer) dichotome vertakkingswijze, zoals bij paardestaarten en verwanten, deelt het topmeristeen zich in twee gelijkwaardige meristemen. Hierdoor worden de ontstane takken ook gelijkwaardig.
Als het groeipunt van een plant zich verbreed heeft, spreekt men van een cristaat. Het gevolg van cristaatvorming is een plant die op een onnatuurlijke manier groeit.